# Jaśliska

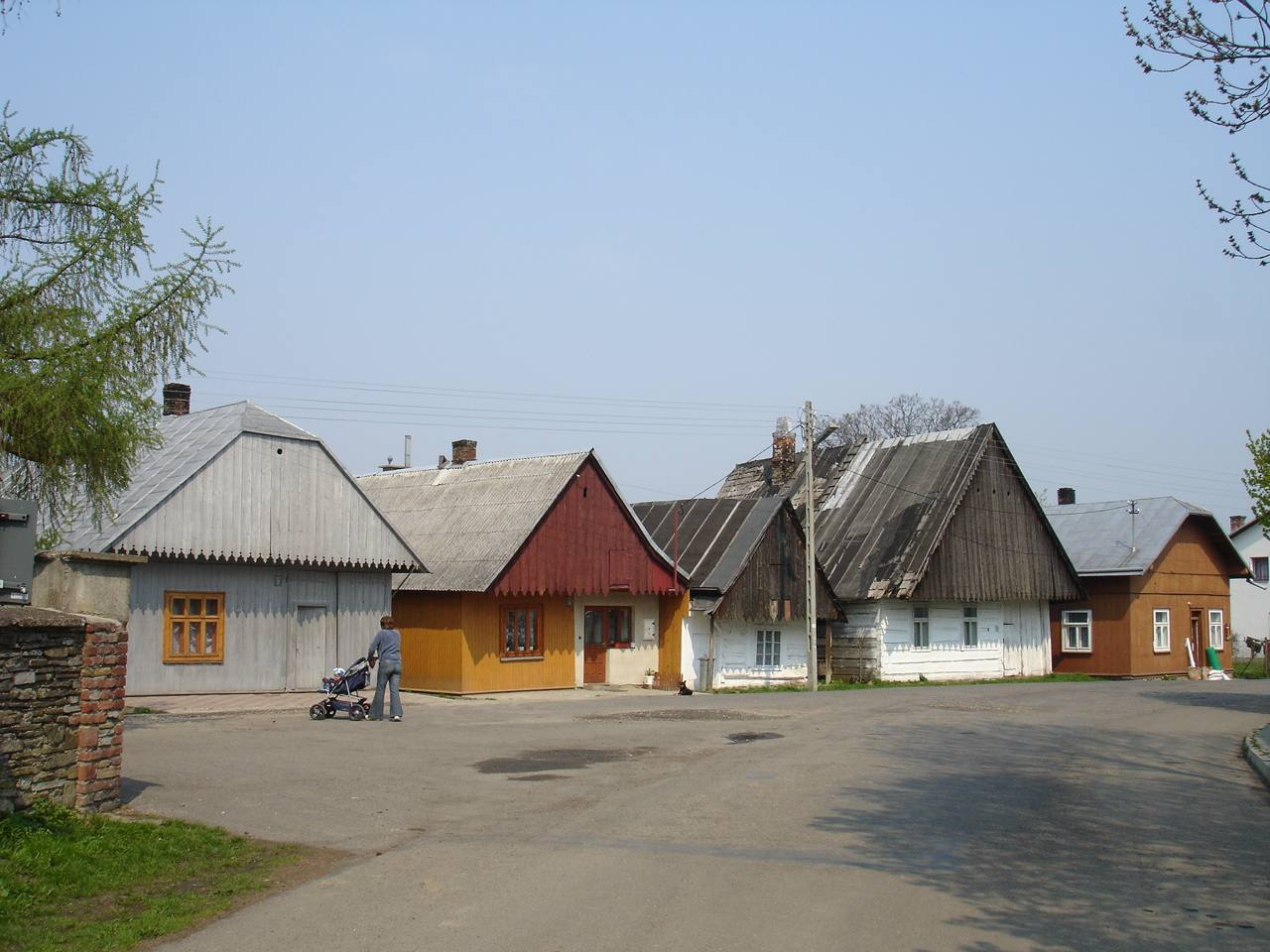
Marktplatz

Jaśliska ist eine ehemalige Stadt, jetzt ein Dorf im Powiat Krośnieński der Woiwodschaft Karpatenvorland in Polen. Es ist Sitz der gleichnamigen Landgemeinde mit etwas mehr als 2000 Einwohnern.

## Geographie
Der Ort liegt in den Niederen Beskiden am linken Ufer des Flusses Jasiołka, einem rechten Zufluss der Wisłoka. Die Nachbarorte sind Posada Jaśliska im Norden und Osten, Lipowiec im Süden, sowie Daliowa im Nordwesten.

## Geschichte
Der Ort lag am linken Ufer des Flusses Jasiołka, der wahrscheinlich die örtliche Grenze zwischen Polen und dem Fürstentum Halytsch-Wolodymyr etwa bis zum Jahr 1340 bildete. Die Stadt wurde am 28. Januar 1366 vom König Kasimir den Großen unter dem Namen civitas vulgariter Honstath, sed in Polonico Wysszokiemesto nuncupatum von Johannus aus dem ungarischen Henselin gegründet, jedoch wurde die Stadt Wysszokemesto (1367) schon im Jahr 1389 als Civitas Iaselska erwähnt und danach als Iasslicza (1426), Jaslyska (1433, 1434), Jaszlyska (1436, 1492) und Jaśliska (1581). Adam Fastnacht glaubte, der deutsche Name (Honstadt, Hohensta(d)t, bzw. Hochstadt) habe sich nicht etabliert, weil ihn der polnischsprachige Name der älteren (vor dem Jahr 1340) ethnisch polnischen (auf polnischem Recht gegründeten) benachbarten Siedlung Jaśliska (heute Posada Jaśliska, erst im Jahr 1552 als Possada Jasliska erwähnt) verdrängte. Jedoch deutete der Terminus vulgariter (= gewöhnliche Name) im Jahr 1367 auf die deutschsprachige Mehrheit in der Stadt, die zwischen den Flüssen Wisłoka und San noch lange nach der Polonisierung auch als Walddeutsche bezeichnet wurden, und zwar nach der walachischen Kolonisation in den Niederen Beskiden wurde die Stadt zu einer polnischen Sprachinsel im Lemkenland. Der Ortsname Jaśliska wurde vom Namen des Flusses Jasiołka, früher Jasieł, abgeleitet.
Die Stadt am Weg vom Rymanów im Sanoker Land nach Kaschau in Ungarn war auch eine Exklave des Kreises Biecz der Woiwodschaft Krakau und gehörte nicht zu der Woiwodschaft Ruthenien wie die benachbarte Orte (Daliowa, Lipowiec).
Bei der Ersten Teilung Polens kam Jaśliska 1772 zum neuen Königreich Galizien und Lodomerien des habsburgischen Kaiserreichs (ab 1804). Die Stadt verlor an Bedeutung nach der Eröffnung des neuen Wegs über den Duklapass im frühen 19. Jahrhundert. Ab dem Jahr 1855 gehörte Jaśliska zum Bezirk Sanok.
Nach dem Ende des Ersten Weltkriegs und dem Zusammenbruch der k.u.k. Monarchie, kam Jaśliska 1918 zu Polen. Unterbrochen wurde dies nur durch die Besetzung Polens durch die Wehrmacht im Zweiten Weltkrieg. Im Ersten Weltkrieg wurde das Städtchen zum großen Teil zerstört und verlor das Stadtrecht im Jahr 1934, wie viele anderen Orten in der Umgebung. Von 1975 bis 1998 gehörte das Dorf zur Woiwodschaft Krosno.

## Gemeinde
Zur Landgemeinde (gmina wiejska) Jaśliska gehören fünf Dörfer mit einem Schulzenamt sowie weitere Orte.